# Denguélé
Denguélé é uma das 19 regiões da Costa do Marfim.

## Dados
Capital: Odienné
Área: 20 600 km²
População: 277 000 hab. (2002)

## Departamentos
A região de Denguélé tem apenas um departamento:
- Odienné